# Rusomača
Rusomača (gusomača, lat. Capsella) je rod korisnih jednogodišnjih i dvogodišnjih biljaka iz porodice  Brassicaceae. Od pet priznatih vrsta u Hrvatskoj rastu obična ili pastirska torbica (C. bursa-pastoris) i sredozemna rusomača (C. rubella).
Naziv roda umanjenica je riječi capsula, i znači kutijica, a značenje imena vrste bursa-pastoris, je pastirska torba, bursa = torba i pastoris = pastirski.

## Vrste
1. Capsella bursa-pastoris (L.) Medik.
2. Capsella grandiflora (Fauché & Chaub.) Boiss.
3. Capsella lycia Stapf
4. Capsella orientalis Klokov
5. Capsella rubella Reut.
6. Capsella tasmanica (Hook.) F.Muell.
7. Capsella thracica Velen.
8. Capsella ×gracilis Gren.